# Dýsjite svobodno
Dýsjite svobodno (russisk: Дышите свободно) er en russisk spillefilm fra 2022 af Sergej Bodrov.

## Medvirkende
- Jevgenij Tkatjuk som Ilja
- Polina Agurejeva som Tjerkasova
- Polina Pusjkaruk som Vera
- Ilja Del
- Mikhail Trojnik
- Kristina Sjnajder